# Intervenção: É Proibido Morrer
Intervenção: É Proibido Morrer é um filme de drama policial brasileiro de 2021 dirigido por Caio Cobra a partir de um roteiro de Laura Malin, Rodrigo Pimentel e Gustavo de Almeida. Protagonizado por Marcos Palmeira e Bianca Comparato com participações de Babu Santana, Dandara Mariana e Zezé Motta.

## Sinopse
Larissa (Bianca Comparato) e Douglas (Marcos Palmeira) são dois policiais que trabalham em Unidade de Polícia Pacificadora (UPP) em uma comunidade do Rio de Janeiro. Diariamente, eles arriscam suas vidas por acreditarem que eles podem fazer a diferença na realidade dos moradores da região através das propostas do projeto de pacificação.

## Elenco
- Marcos Palmeira como Major Douglas
- Bianca Comparato como Larissa
- Babu Santana como Cabo Ivan Lôbo
- Dandara Mariana como Flávia
- Zezé Motta como Socorro
- Rainer Cadete como Caio
- Aline Borges como Marlene
- André Ramiro como Sapão
- Vítor Thiré como Fió
- Camilla Camargo como Luíza Bastos[3]
- Castrinho como Joaquim
- Jorge Pontual como Souza Neto
- Cíntia Rosa como Rita
- Antônio Grassi como Juíz

## Produção
Intervenção é um filme de Rodrigo Pimentel, mesmo criador de Tropa de Elite e Tropa de Elite 2, escrito em parceria com Laura Malin e Gustavo de Almeida, um ex-assessor da Polícia Militar que trabalhou em Unidade de Polícia Pacificadora (UPP) entre 2009 e 2015. Para escrever o filme, foram realizadas entrevistas com mais de 50 profissionais das UPPs para se ter mais informações de suas vivências no âmbito de trabalho.
Caio Cobra assina a direção do filme, que é produzido por Altino Pavan, Angelo Salvetti e Valerio Cosimo. O longa é um lançamento da produtora Media Bridge. Segundo Caio (diretor do filme), a inspiração para dirigir e idealizar o filme se deu a partir de casos reais do dia a dia das comunidades do Rio de Janeiro. As gravações ocorreram em 2019.

### Escolha do elenco
Inicialmente, a cantora Anitta estava cotada para protagonizar o filme no papel da policial que luta pelo projeto de pacificação. O nome da personagem central se deu pelo fato do verdadeiro nome da cantora ser Larissa. Entretanto, por conflito de agenda de trabalho, ela não pôde gravar o filme. Bianca Comparato foi escolhida para substituir a Anitta.
O filme ainda conta com o consagrado ator Marcos Palmeira dividindo o protagonismo com Bianca no papel de um major. Babu Santana também integra o elenco do longa, que estreou após seu grande sucesso no Big Brother Brasil. A grande atriz Zezé Motta e o humorista Castrinho atuam em participações especiais. Camilla Camargo, filha do cantor Zezé di Camargo, também atua no filme.

## Lançamento
O filme estreou no Festival do Rio durante a mostra Première Brasil em 2019. Em 27 de dezembro de 2021 chegou ao grande público sendo lançado diretamente na Netflix.

## Recepção

### Repercussão
Em sua semana de lançamento, Intervenção ganhou bastante notoriedade dentro da plataforma de streaming da Netflix, alcançando um posto no Top10 de conteúdos mais assistidos no Brasil.

### Resposta dos críticos
Rodrigo Pereira, escrevendo para o website Plano Crítico, disse que "[...] Intervenção – É Proibido Morrer é um exemplar bastante interessante dentro do gênero policial, focando no fracasso da guerra às drogas e o quanto isso afeta e destrói a vida das pessoas de todos os lados, exceto daqueles que lucram com isso e, coincidentemente, não vivem essa realidade."

O jornalista e crítico de cinema Francisco Carbone, do website Cenas de Cinema, deu ao filme 1.5 estrela de 5 (), escrevendo que "com o elenco tentando e o diretor que não consegue injetar mais gás do que o roteiro permite, ‘Intervenção’ carece de uma base de segurança que nunca aparece, deixando uma produção à deriva. Seus momentos tensos são bem segurados pelo trabalho de Cobra, mas quando o filme depende das linhas que montam seu cerne narrativo, o trabalho emperra e revela suas fragilidades."